# Verticordia verticordina
Verticordia verticordina är en myrtenväxtart som först beskrevs av Ferdinand von Mueller, och fick sitt nu gällande namn av Alexander Segger George. Verticordia verticordina ingår i släktet Verticordia och familjen myrtenväxter. Inga underarter finns listade i Catalogue of Life.